# 江北区 (重庆市)

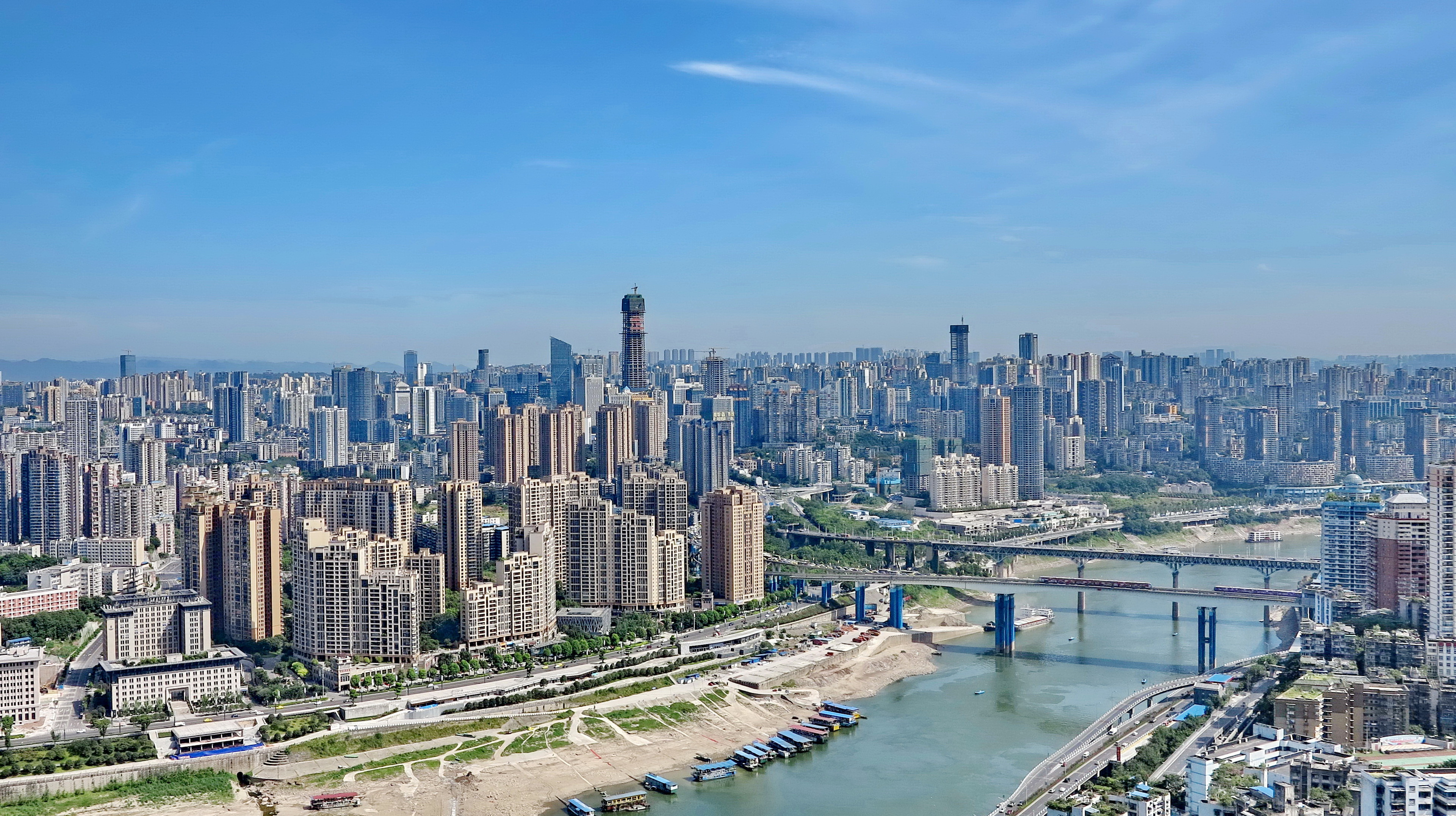
2015年的江北区

江北区是重庆市的一个市辖区，地处重庆长江、嘉陵江北岸，是重庆市主城九区之一，具有良好的区位优势和立体快捷的交通网络，是重庆最具发展潜力和生机活力的主城区之一。与渝中区、渝北区、南岸区、沙坪坝区相邻。幅员面积221.28平方千米，户籍人口50万（2006年），流动人口312万，江北区是典型的人口净流入地区，其户籍人口不到25%，实际居住人口已经超过部分特大城市的人口。江北区的经济管理机构于2010年6月并入新设立的两江新区，目前仅保留公检法机构。

## 历史沿革
今江北区一带历代分别属江州县、枳县、巴县。东汉时巴郡和江州县治所曾一度迁至北府城，即今江北区江北城或刘家台一带。
明洪武四年（1371年），重庆府在巴县县境置江北镇。清乾隆十九年（1754年），江北镇改由重庆府直辖，并建置为江北厅，厅址即在今江北嘴；二十四年（1759年），江北厅扩大厅域，分巴县义里10甲、礼里10甲及仁里上6甲，共42个场，隶江北理民同知，史称“江巴分治”。
民国二年（1913年），废府、厅、州称谓，以道统县，江北厅改为江北县，县治江北城。民国十八年（1929年）2月，改为江北市政管理处，驻江北城，为重庆市辖属地。民国二十八年（1939年）5月，重庆全市拓为十二个区，江北城区被编为第九、十两个区。民国三十五年（1946年）6月，区境分属重庆市第九区、十区、十六区。1949年11月30日，重庆解放，是时区境仍分属第九区、十区、十六区。
1950年6月，重庆市将原市属第九区、十区、十六区合并为重庆市第二区、第七区，后全部划为第二区。1955年10月，第二区更名为江北区，区人民委员会驻任家花园。辖香国寺、陈家馆、木关街、体仁堂、米亭子、三洞桥、刘家台、寸滩、溉澜溪、唐家沱10个街道办事处，雨花村、猫儿石、石门、大石坝4个厂区办事处及石马河、观音桥、五里店、安乐、唐家沱5个乡。
至1969年，区、公社、街道办事处均先后改称革命委员会。1974年，重庆市江北区革命委员会驻华新村。1978年下半年起，各街道革命委员会恢复为街道办事处。1981年1月，重庆市江北区革命委员会更名为重庆市江北区人民政府。1995年1月，原江北县鱼嘴镇、复盛镇、五宝乡和南岸区郭家沱街道划入江北区。1997年6月，重庆直辖后，隶属重庆直辖市。

## 行政区划
江北区下辖9个街道办事处、3个镇：
华新街街道、江北城街道、石马河街道、大石坝街道、寸滩街道、观音桥街道、五里店街道、郭家沱街道、铁山坪街道、鱼嘴镇、复盛镇和五宝镇。
除五宝镇外的9个街道与2个镇均在两江新区规划范围内，其中郭家沱街道、复盛镇、鱼嘴镇属于两江新区直管区。

## 交通
江北区交通发达，重庆寸滩港与重庆果园港（全国最大铁公水联运枢纽港）均位于江北区。
江北区内的轨道交通有重庆轨道交通环线，3号线，4号线，6号线，9号线等。
江北区目前唯一的高铁站为复盛站，另有普速铁路站数座。

## 全国重点文物保护单位
- 重庆抗战兵器工业旧址群（兵工署第五十兵工廠抗戰生產洞、兵工署第十兵工廠舊址）